# Критиканство
Критиканство — русскоязычный сайт-агрегатор рецензий, ориентированный на русскоязычных критиков и издания. Сайт собирает рецензии о фильмах и видеоиграх. На основании собранных рецензий, сайт по формуле Бейеса высчитывает средний рейтинг продукта.

## История
Основатели сайта — киножурналисты и авторы интернет-издания «КГ-портал» Михаил Судаков и Евгений Кузьмин, также в создании сайта участвовал Филипп Вуячич (впоследствии главред сайта «Afisha.ru»). Дизайн сайта был создан студией «КГ-Дизайн», руководит которой также Судаков. До 2018 года, пока основатели сайта были постоянными авторами «КГ-портала», тот регулярно публиковал подборки оценок критиков с «Критиканства».
Домен сайта был зарегистрирован 31 января 2011 года. 15 марта 2013 года сайт был официально запущен. На момент запуска сайт имел более 63 тыс. рецензий от различных русскоязычных критиков на фильмы, игры и так далее. 16 мая 2013 года редакторы сайта ввели формулу Бейеса для ранжирования критиков и изданий. Также редакторы сайта вели блог, в котором делились с пользователями итогами месяца, года. Последняя запись была опубликована в феврале 2015 года.

## Особенности
Оценки различных изданий сайт унифицирует в виде 100-балльной системы. Если издание не выставляет числовых оценок, сайт относит мнение критика к одной из четырёх оценочных категорий (отлично, хорошо, так себе или плохо) и переводит её в условную оценку.
У каждого критика и издания в базе данных имеется значение «Мудрости» который даёт пользователю представление о «ценности» критика и его рецензии. Это значение основано на количестве ляпов, найденных пользователями в обзорах этого автора и издания. Как объяснил один из редакторов сайта:
К сожалению, рецензенты часто лажают. Пишут тексты на игры, в которые не играли, и на фильмы, во время которых отсыпались после бурной пьянки; очевидно, что ценность таких мнений стремится к нулю. Либо человек просто невнимательно следил за происходящим и на основе ложных фактов делает выводы, которые влияют на оценку, — и это тоже плохо.
Рейтинг на Критиканстве является взвешенной средней оценкой критиков, рассчитанной по формуле Бейеса:
| (n ÷ (n+m)) × R + (n ÷ (n+m)) × C |

Формируется «средний вес» каждой рецензии исходя из «мудрости» самого критика и его рецензии. Вес зависит от авторитетности издания (крупным журналам и сайтам отдаётся предпочтение перед личными блогами) и от отсутствия в рецензии ошибок, найденных пользователями.
В отличие от многих сайтов-агрегаторов, на «Критиканстве» пользователи могут выставлять оценки критикам и изданиям, понизив или повысив их в рейтинге сайта. На значимость оценки критика это не влияет. На 2023 год самые высокооценённые пользователями издания — видеоблог Евгения Баженова BadComedian и закрытые журналы о видеоиграх Game.EXE и «Лучшие компьютерные игры», а самый высокооценённый критик — основатель «ЛКИ» Андрей Ленский.

## Отзывы
По данным сайта Рамблер на июнь 2023 года количество пользователей, посещавших сайт, составляет более 12 тыс.. А по данным рейтинга Mail.ru — более 42 тыс. пользователей.
Сразу после запуска сайта многие издания называли его «русским ответом Metacritic».